# ケトルベル

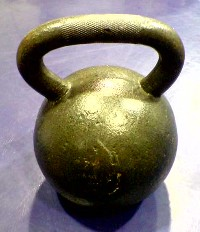
ケトルベル

ケトルベル（英語: kettlebell）とは、筋力トレーニング用の器具で、広義にはダンベルの一種と言える。

## ケトルベルの形状
ケトルベルはウェイトとなる金属製の球体に環状の取っ手がついた形状をしている。
床に置いたとき安定させるため、下が平らになっている物が多く、形がやかん（ケトル）に似ているためこの名がついた。

## 通常のダンベルとの違い
トレーニングに使用する際、片手で扱う（2個セットで両手に持って扱う）ことが多く、ダンベルと似たような使い方も可能だが、ケトルベルは専用の独特なフォームのトレーニング法があり、動きのバリエーションがダンベルを使ったトレーニングよりも多く、筋トレとカーディオ（有酸素運動）が同時に行えるという利点がある。また、通常のダンベルを使用した場合よりも重心が手から離れているため、筋肉に対し独特な刺激を与えられる。

## ケトルベルの組織
旧ソ連軍特殊部隊の教官という経歴の持ち主のPavel Tsatsoulineが米国でRKC（Russian Kettlebell Challenge)と言う組織を作り、ケトルベル専門のインストラクターを養成し世界中でケトルベルの指導と普及に努めていたが、現在はPavel Tsatsoulineは、RKCを去り、Strong Firstという組織を作っている。その他、主要組織としては、WKC/AKC (World/American Kettlebell Club)や、IKFF (International Kettlebel and Fitness Federation）がある。
日本でも2007年以来ケトルベルの公認インストラクターが海外で認定を受講して国内展開をしている。